# Караулово (Калузька область)
Караулово (рос. Караулово) — присілок в Жуковському районі Калузької області Російської Федерації.
Населення становить 253 особи. Входить до складу муніципального утворення Село Троїцьке.

## Історія
Від 2004 року входить до складу муніципального утворення Село Троїцьке

## Населення
| 2002 | 2010 |
| ---- | ---- |
| 200  | ↗253 |